# Mount Van der Veer
Mount Van der Veer ist ein 888 m hoher Berg im westantarktischen Marie-Byrd-Land. In den Haines Mountains der Ford Ranges ragt er 13 km südöstlich des Mount Ronne auf.
Teilnehmer der United States Antarctic Service Expedition (1939–1941) kartierten ihn. Das Advisory Committee on Antarctic Names benannte ihn 1966 nach Willard Van der Veer (1894–1963), Fotograf bei der ersten Antarktisexpedition (1928–1930) des US-amerikanischen Polarforschers Richard Evelyn Byrd.